# The Acolytes Protection Agency
Acolytes Protection Agency (APA) - były tag team w profesjonalnym wrestlingu, który tworzyli Bradshaw i Faarooq. Walczyli oni dla amerykańskiej federacji World Wrestling Federation / Entertainment (WWF / E) w okresie od października 1998 do marca 2004 roku.
Przed utworzeniem APA, Faarooq i Bradshaw byli znani jako Hell's Henchmen i później jako część Ministry of Darkness już pod nazwą The Acolytes. Jako Acolytes wygrali dwa razy World Tag Team Championships w 1999 roku podczas feudu z X -Pac i Kane i Hardy Boyz. Po zmianie nazwy na Acolytes Protection Agency w 2000 r. funkcjonowali oni jako ochroniarze dla innych wrestlerów i wygrali trzeci tytuł Tag Team Championship w 2001 roku.

## Mistrzostwa i osiągnięcia
- Memphis Championship Wrestling
  - MCW Southern Tag Team Championship (1 raz)
- Ohio Valley Wrestling
  - OVW Southern Tag Team Championship (1 raz)
- World Wrestling Federation / World Wrestling Entertainment
  - WWF European Championship (1 raz) – Bradshaw
  - WWF Tag Team Championship (3 razy)
  - WWE Hall of Fame (Wprowadzony w 2012) - Ron Simmons (Faarooq)